# Lijst van rijksmonumenten in Dinteloord
De plaats Dinteloord telt 15 inschrijvingen in het rijksmonumentenregister. Hieronder een overzicht.
| Object                                                    | Oorspronkelijke functie?  | Bouwjaar                                | Architect         | Locatie           | Coördinaten?                  | Nr.?   | Afbeelding                                         |
| --------------------------------------------------------- | ------------------------- | --------------------------------------- | ----------------- | ----------------- | ----------------------------- | ------ | -------------------------------------------------- |
| Blauwe Hoef                                               | Boerderij                 | vermoedelijk eind 18e of begin 19e eeuw |                   | Noordzeedijk 120  | 51° 37' 48" NB, 4° 23' 26" OL | 12909  | Meer afbeeldingen                                  |
| Pand onder zadeldak tussen puntgevels                     | Woonhuis                  | midden 19e eeuw                         |                   | Vlietdijk 4       | 51° 37' 32" NB, 4° 15' 20" OL | 12910  | Meer afbeeldingen                                  |
| Raadhuis                                                  | Bestuursgebouw en onderdl | begin 19e eeuw                          |                   | Westvoorstraat 1  | 51° 38' 12" NB, 4° 22' 18" OL | 12911  | Meer afbeeldingen                                  |
| Hervormde kerk                                            | Kerk en kerkonderdeel     | 1693                                    | Johan van Swieten | Westvoorstraat 26 | 51° 38' 12" NB, 4° 22' 16" OL | 12912  | Meer afbeeldingen                                  |
| Benedenas van de Roosendaalse en Steenbergse vliet        | Waterkering en -doorlaat  | ca. 1822                                | A. Goekoop        | Vlietdijk 2       | 51° 37' 33" NB, 4° 15' 20" OL | 12914  | Benedenas van de Roosendaalse en Steenbergse vliet |
| Complex Suiker Unie: kantoorgebouw                        | Handel en kantoor         | 1920                                    |                   | Noordzeedijk 113  | 51° 36' 59" NB, 4° 26' 1" OL  | 519462 | Complex Suiker Unie: kantoorgebouw                 |
| Complex Suiker Unie: opslaggebouw                         | Opslag                    | 1909                                    |                   | Noordzeedijk 113  | 51° 36' 59" NB, 4° 26' 1" OL  | 519463 | Upload foto                                        |
| Huize Petronella/Veelust                                  | Woonhuis                  | 1902                                    |                   | Havenweg 63       | 51° 38' 24" NB, 4° 22' 39" OL | 519465 | Huize Petronella/Veelust                           |
| Huize Petronella/Veelust                                  | Boerderij                 | 1899                                    |                   | Havenweg 65       | 51° 38' 24" NB, 4° 22' 39" OL | 519466 | Huize Petronella/Veelust                           |
| Landarbeiderswoning                                       | Bedrijfs-,fabriekswoning  | 1898                                    |                   | Boompjesdijk 10   | 51° 37' 28" NB, 4° 19' 18" OL | 519480 | Landarbeiderswoning                                |
| Complex Suiker Unie: directeurswoning in chaletstijl      | Dienstwoning              | 1920                                    |                   | Noordzeedijk 113  | 51° 36' 59" NB, 4° 26' 1" OL  | 525746 | Upload foto                                        |
| Complex Suiker Unie: suikerpakhuizen                      | Opslag                    | 1922-1926                               |                   | Noordzeedijk 113  | 51° 36' 59" NB, 4° 26' 1" OL  | 525747 | Upload foto                                        |
| Complex Suiker Unie: bietengor                            | Opslag                    | 1922-1926                               |                   | Noordzeedijk 113  | 51° 36' 59" NB, 4° 26' 1" OL  | 525748 | Upload foto                                        |
| Boerenwoonhuis                                            | Boerderij                 | 1825-1850                               |                   | Zuidlangeweg 12   | 51° 36' 6" NB, 4° 25' 38" OL  | 526650 | Upload foto                                        |
| Vrijstaand boerenwoonhuis met bakhuisje en Vlaamse schuur | Boerderij                 | 1825-1925                               |                   | Mariaweg 6        | 51° 36' 36" NB, 4° 19' 36" OL | 526656 | Upload foto                                        |